# Район імені Шамсіддіна Шохіна
Район імені Шамсідді́на Шо́хіна (тадж. Ноҳияи ба номи Шамсиддин Шоҳин) — адміністративний район у складі Хатлонської області Таджикистану. Центр — село Шурообод, розташований за 25 км від Кулоба.

## Географія
Район розташований в долині річок Пяндж та її правих приток. На заході межує з Кулобським та ім. Хамадоні районами, на півночі — з Мумінободським та Ховалінзьким районами Хатлонської області та Дарвозьким районом Горно-Бадахшанської автономної області, на сході має кордон з Афганістаном.

## Адміністративний поділ
Адміністративно район поділяється на 7 джамоатів, до складу яких входить 111 сільських населених пунктів:
| Район                    | Площа, км² | Населення, осіб (2009) | Населення, осіб (2010) | Населення, осіб (2011) | Центр      | Населені пункти |
| ------------------------ | ---------- | ---------------------- | ---------------------- | ---------------------- | ---------- | --------------- |
| Дашті-Джумський джамоат  | -          | -                      | -                      | 4248                   | Дашті-Джум | 16 сіл          |
| Догістонський джамоат    | -          | -                      | -                      | 6367                   | Догістон   | 8 сіл           |
| Йольський джамоат        | -          | -                      | -                      | 5616                   | Йол        | 9 сіл           |
| Лангардарський джамоат   | -          | -                      | -                      | 3901                   | Лангардара | 24 села         |
| Сарі-Чашминський джамоат | -          | -                      | -                      | 10949                  | Сарі-Чашма | 30 сіл          |
| Чагамський джамоат       | -          | -                      | -                      | 5328                   | Чагам      | 7 сіл           |
| Шуроободський джамоат    | -          | -                      | -                      | 12291                  | Шурообод   | 17 сіл          |

## Історія
Район утворений у кінці XX століття у складі Кулябської області Таджицької РСР. Із здобуттям Таджикистаном незалежності район став називатись Шуроободським. 6 березня 2016 року район був перейменований в сучасну назву.